# 張宜珍
張宜珍（？—？），字汝珍，福建興化府莆田縣人，民籍，明朝政治人物。

## 生平
福建鄉試第十七名舉人。成化十七年（1481年）中式辛丑科三甲第一百五十四名進士。

## 家族
曾祖張致中，驛丞；祖父張崇畊；父張宏器，母許氏。